# 꼰벤뚜알 프란치스코회

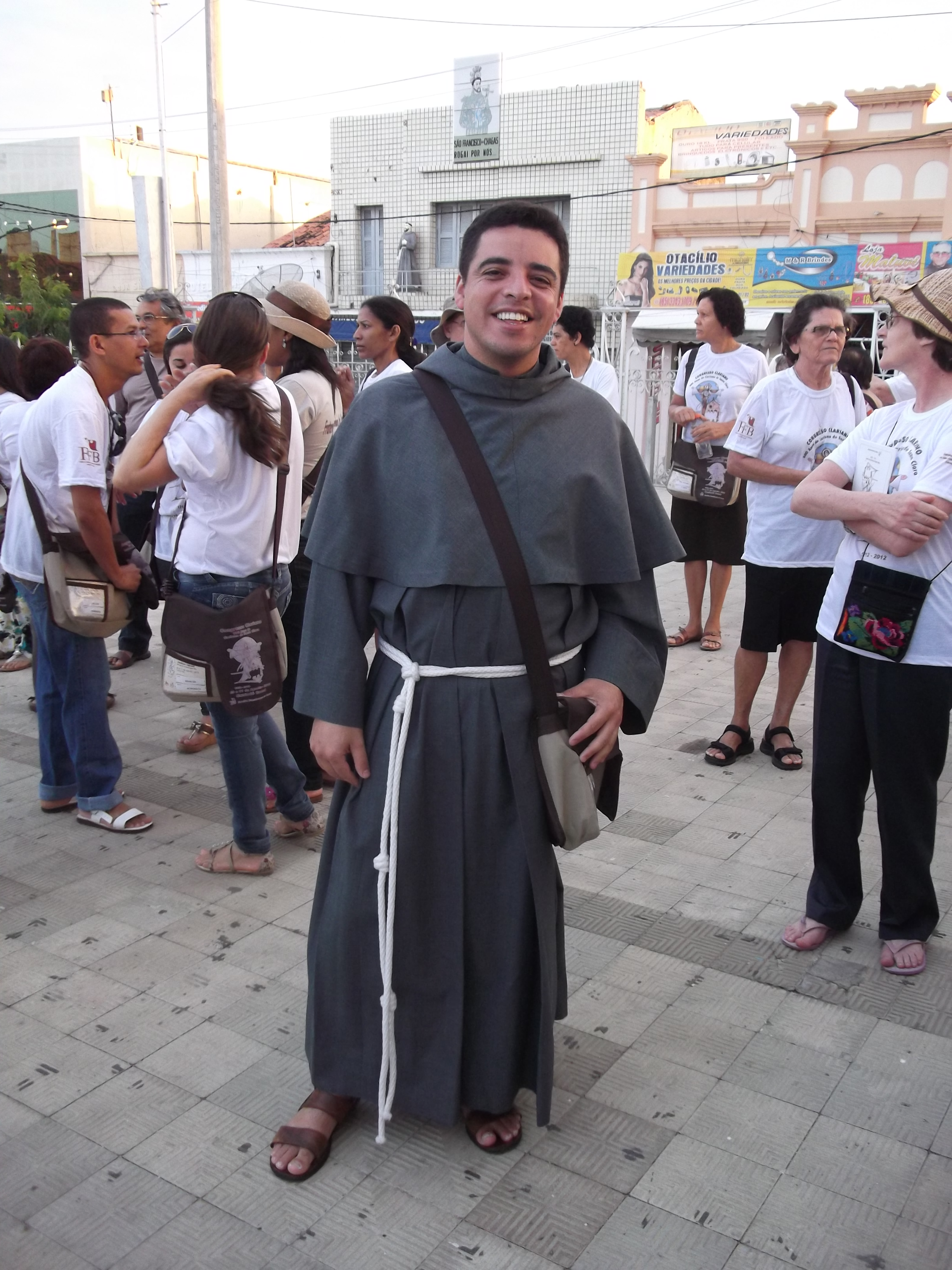

꼰벤뚜알 작은형제회(라틴어: Ordo Fratrum Minorum Conventualium)는 꼰벤뚜알 프란치스코회라는 이름으로 더 많이 알려져 있으며, 1209년 아시시의 성 프란치스코가 설립한 프란치스코회의 지파인 로마 가톨릭교회 수도회이다.

## 역사
꼰벤뚜알 작은형제회는 중세 시대 전반적인 도시 사회 질서 속에서 성 프란치스코의 가르침을 널리 전파하고자 노력하였다. 일부 수사들은 빈민가나 도시 외곽의 안전지대 밖에 있는 최빈곤층들만 사는 오두막이나 판잣집이 있는 이웃 교외에 정착하였다. 한 예로, 런던에 온 꼰벤뚜알 작은형제회 수사들이 맨 처음으로 이주해서 정착한 곳이 영어로 ‘악취를 풍기는 좁은 길목’이라는 뜻의 스틴킹레인(Stinking Lane)이라는 곳이었다.
또한 당시 교외 지역은 병원이 세워지는 곳이기도 했기 때문에, 꼰벤뚜알 프란치스코회는 때때로 시 정부로부터 환자들의 요양을 돌보는 일을 위임받기도 하였다. 수사들 또한 기존의 헛간을 대신할 보다 튼튼한 건물을 짓는 일을 도왔으며, 특히 성당과 수도원 건축에 보탬이 되었다. 당시 링컨 교구의 로버트 그로스테스트 주교는 민중들이 고해성사를 받고 영적인 조언을 구하려는 목적 외에도 삶의 지침을 받기 위해 꼰벤뚜알 프란치스코회 수사신부들에게 달려가는 모습을 보고 놀라워하며, 꼰벤뚜알 프란치스코회에 대해 평하기를 “그들은 세상을 변화시키고 있다.”라고 하였다.
꼰벤뚜알 프란치스코회가 도심 속에 들어가 활동하는 것은 곧 논란의 중심거리가 되었으며, 결국 프란치스코회를 두 분파로 갈라놓았다. 시골에서 혼자서 전통적인 프란치스칸 명상생활을 하고자 하는 이들 그리고 공동체 생활을 하며 도시의 가난한 이들과 어울려서 복음을 전하는 일을 하고자 하는 이들로 갈라진 것이다. 후자의 분파는 처음에는 ‘공동체의 형제들’이라는 이름으로 알려져 있었다. 그러다가 1250년경에 ‘꼰벤뚜알 형제회’라고 불렸다. 하지만 이들의 공식 명칭은 1517년에 분리 독립하기 전까지는 프란치스코회라는 명칭이었다. 1517년 이후 이들 성 프란치스코의 추종자들은 꼰벤뚜알 작은형제회 또는 꼰벤뚜알 프란치스코회라고 명명되었다.